# You're On My Mind
You're On Mind è un singolo del cantautore australiano Old Man River, pubblicato in Australia l'11 giugno 2010 come primo estratto dal secondo album in studio Trust.

## Video musicale
Il videoclip è stato pubblicato in concomitanza con l'uscita del singolo.

## Tracce
1. You're On My Mind – 3:49
2. Shanti Aaye (Luke Steele Remix) – 3:56
3. Sailing – 5:14
4. Be the Change – 3:49
5. You're On My Mind (Katalyst Remix) – 3:22